# Episodi di Black-ish (terza stagione)
La terza stagione della serie televisiva Black-ish è stata trasmessa dall'emittente televisiva statunitense ABC dal 21 settembre 2016 al 10 maggio 2017.
Il 23º episodio "Liberal Arts" è il backdoor pilot dello spin-off Grown-ish.
In Italia è stata trasmessa su Italia 1 dal 16 novembre al 18 dicembre 2018.
| n° | Titolo originale                   | Titolo italiano                     | Prima TV USA      | Prima TV Italia  |
| -- | ---------------------------------- | ----------------------------------- | ----------------- | ---------------- |
| 1  | VIP                                | Una vacanza da sballo vip           | 21 settembre 2016 | 16 novembre 2018 |
| 2  | God                                | Credente o non credente?            | 28 settembre 2016 | 19 novembre 2018 |
| 3  | 40 Acres and a Vote                | Elezioni                            | 5 ottobre 2016    | 20 novembre 2018 |
| 4  | Who's Afraid of the Big Black Man? | Chi ha paura dell'Uomo Nero?        | 12 ottobre 2016   | 21 novembre 2018 |
| 5  | The Purge                          | La notte dello sfogo                | 26 ottobre 2016   | 22 novembre 2018 |
| 6  | Jack of All Trades                 | Jack tuttofare                      | 9 novembre 2016   | 23 novembre 2018 |
| 7  | Auntsgiving                        | Il ringra-zia-mento                 | 16 novembre 2016  | 26 novembre 2018 |
| 8  | Being Bow-racial                   | Essere bow-razziale                 | 30 novembre 2016  | 27 novembre 2018 |
| 9  | Nothing but Nepotism               | Nepotismo                           | 7 dicembre 2016   | 28 novembre 2018 |
| 10 | Just Christmas, Baby               | Un Natale da ricordare              | 14 dicembre 2016  | 29 novembre 2018 |
| 11 | Their Eyes Were Watching Screens   | I loro occhi incollati agli schermi | 4 gennaio 2017    | 30 novembre 2018 |
| 12 | Lemons                             | Io ho un sogno                      | 11 gennaio 2017   | 3 dicembre 2018  |
| 13 | Good Dre Hunting                   | Rabbia incontrollata                | 18 gennaio 2017   | 4 dicembre 2018  |
| 14 | The Name Game                      | Il gioco del nome                   | 8 febbraio 2017   | 5 dicembre 2018  |
| 15 | I'm a Survivor                     | Sopravvissuto                       | 15 febbraio 2017  | 6 dicembre 2018  |
| 16 | One Angry Man                      | Una giusta causa                    | 22 febbraio 2017  | 7 dicembre 2018  |
| 17 | ToysRn'tUs                         | Bianco, nero o beige?               | 8 marzo 2017      | 10 dicembre 2018 |
| 18 | Manternity                         | Congedo di paternità                | 15 marzo 2017     | 11 dicembre 2018 |
| 19 | Richard Youngsta                   | Put some uvo on it!                 | 29 marzo 2017     | 12 dicembre 2018 |
| 20 | What Lies Beneath                  | Oltre le apparenze                  | 5 aprile 2017     | 13 dicembre 2018 |
| 21 | Sister, Sister                     | Sorelle                             | 26 aprile 2017    | 14 dicembre 2018 |
| 22 | All Groan Up                       | Figli che crescono                  | 26 aprile 2017    | 17 dicembre 2018 |
| 23 | Liberal Arts                       | Giorni di orientamento              | 3 maggio 2017     | 18 dicembre 2018 |
| 24 | Sprinkles                          | All'improvviso                      | 10 maggio 2017    | 18 dicembre 2018 |

## Guest star
- Episodio 10: Tyra Banks (Gigi)